# Davidiella sapindi
Davidiella sapindi är en svampart som först beskrevs av Ellis & Everh., och fick sitt nu gällande namn av Aptroot 2006. Davidiella sapindi ingår i släktet Davidiella och familjen Davidiellaceae.   Inga underarter finns listade i Catalogue of Life.